# 唐凱琳 (英國外交官)
唐凱琳，CMG，OBE（1960年3月13日—），舊譯南凱林[註1]，英國外交官，2016年－2020年出任英國在台辦事處代表，並歷經駐委內瑞拉大使（2010年－2014年）、駐秘魯大使（2006年－2010年）等職，為英國歷史上首名出掌駐台代表和駐秘大使職務的女性，也是第一位在駐台前曾任特命全權大使的英國代表。

## 生涯
唐凱琳於1960年3月13日誕生，後自艾希特大學畢業、獲名譽學士學位，並進入曼徹斯特大學攻讀碩士。1982年起，她曾在英國稅務局工作一段時間，1983年改入外交部服務:p1683。她的外務生涯自拉丁美洲領域事務展開，入部後於南美司（South America Department）擔任科員，1984年至1986年接受全職中文培訓，此間的1985年亦至台灣念書。1987年時，唐氏調赴英國駐華大使館擔任副領事，1989年後，其外交官銜則升為二等秘書:p1683，轉任外交部歐洲共同體外務司（European Community Department (External)）科員，1991年－1995年間則於英國駐墨西哥大使館當政經事務一等秘書。她於離墨後調返外交部本部，成為經濟關係司高峰會科（Summit Section, Economic Relations Department）科長，擔任此職至1998年。
1999年，唐凱琳於女王壽辰授勳上以一等秘書身分獲授大英帝國勳章（OBE），並調為外交部歐盟司外務副司長，同年內尚出任聯合國司戰爭罪協調員，至2000年止，隨即便二度配屬至駐華大使館，任政務參贊暨經濟參贊。當其在2003年結束駐華任期後，於2004年1月－6月間到英國皇家國防研究學院深造，該年－2005年間則出掌外交部輪值主席處長一職。

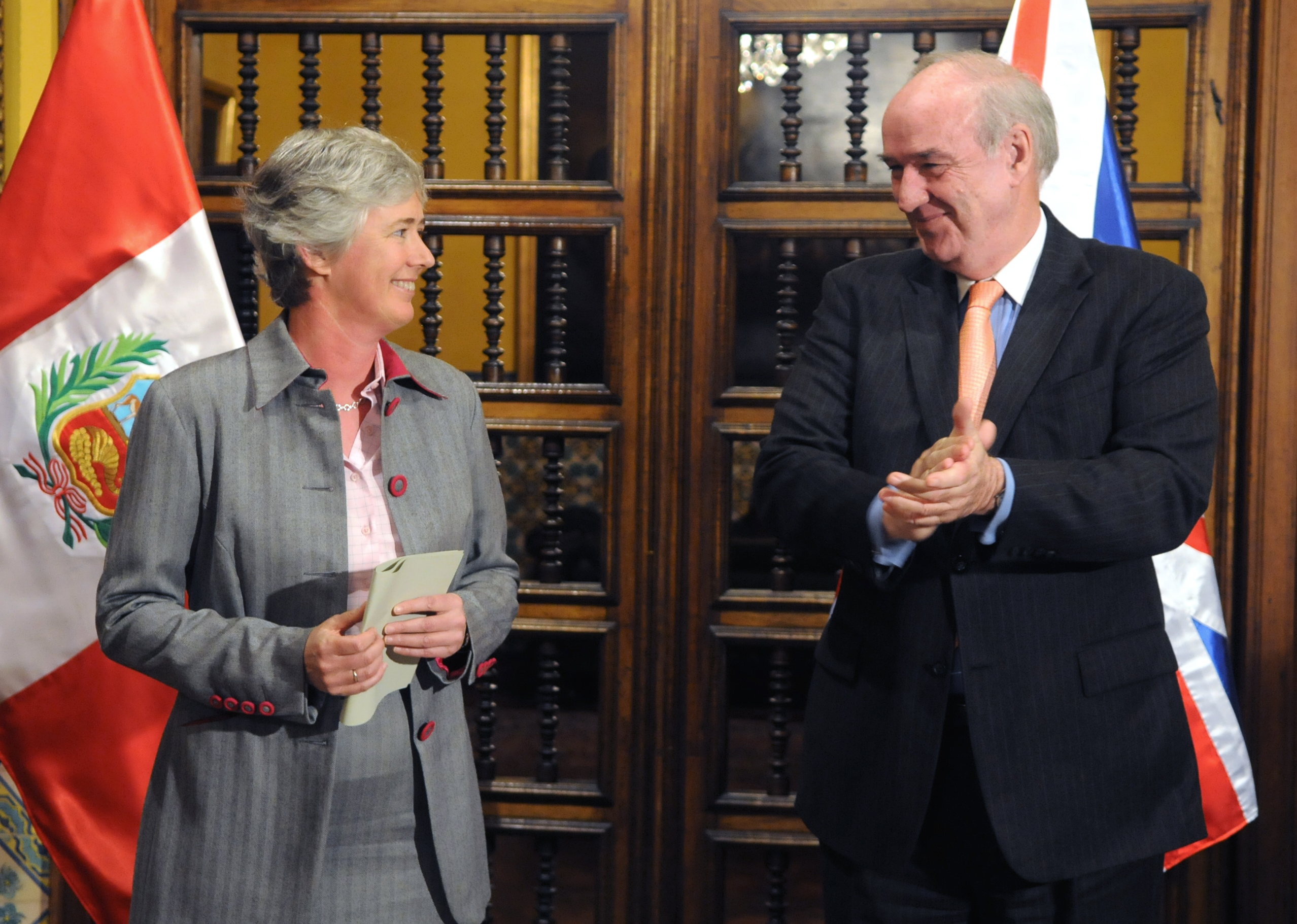
唐凱琳（左）於駐秘魯大使任內拜會秘魯外交部荷西·加西亞·貝朗德（右）

2006年1月13日，唐凱琳經英國外交部宣布為駐秘魯大使，接替屆將退休的原任大使理察·雷夫，定於同年5月到任，自此開創了數百年來首次由女性出任英國駐秘魯使節的先例。唐凱琳任內除與秘魯政府進行業務往來之外，尚於2007年7月7日－10日間招待英女王伊莉莎白二世獨女——安妮長公主對秘國進行的第二次正式訪問。
2010年4月30日，唐凱琳於駐秘魯大使任上獲任命為駐委內瑞拉大使、當年8月履新。她於駐委期間的2013年3月，曾作為英方代表出席委國已故總統烏戈·查維茲的國葬典禮，至2014年離任之後，亦因其替英國政策及英國在委利益效勞有功，而入列2015年度元旦授勳名單、得到伊莉莎白二世女王頒贈聖米迦勒及聖喬治同袍勳章（CMG）。
同在2015年，唐凱琳轉任外交部禮賓司長兼英國王室內廷的副使團典禮官:p947，約達6個月之久。2016年，唐氏再度進行了近一年的全職中文培訓，並自12月起出任英國駐台代表，因而成為英國首位擔任駐台代表的女性，也是該國首度由曾任大使的外交官領導在台辦事處館務[註2]。